# Lizzy Ansingh
Maria Elisabeth Georgina 'Lizzy' Ansingh (Utrecht, 13 de març de 1875 – Amsterdam, 14 de desembre de 1959) fou una pintora neerlandesa. Va pertànyer a un grup de pintores impressionistes influenciades pel moviment de l'impressionisme de Amsterdam anomenat el Amsterdamse Joffers. Va ser membre dels cercles d'art d'aquesta ciutat el Arti et Amicitiae i Sant Lluc.

## Biografia
Lizzy Ansingh era filla d'Edzard Willem Ansingh, farmacèutic i de la pintora Clara Theresia Schwartze. Neta de Johann Georg Schwartze, també pintor, i neboda de la pintora Thérèse Schwartze. Va ser la seva tia Thérèse qui va donar les primeres lliçons de dibuix a Lizzy amb qui va estar vivint fins als 16 anys. Va animar a la seva neboda per desenvolupar la seva carrera artística i la va presentar a nombrosos pintors, entre altres els impressionistes francesos i els famosos pintors neerlandesos George Hendrik Breitner, Piet Mondriaan i Simon Maris.
Durant els anys 1894–1897 va estudiar en la Reial Acadèmia de Àmsterdam d'Arts visuals, amb els professors August Allebé, Nicolaas van der Waay i Carel Dake.
A l'Acadèmia va néixer una amistat duradora entre un grup de pintores, més tard nomenat Amsterdamse Joffers («donzelles d'Amsterdam»): Lizzy Ansingh, Marie van Regteren Altena, Suze Bisschop-Robertson, Coba Ritsema, Ans van den Berg, Jacoba Surie, Nelly Bodenheim, Betsy Westendorp-Osieck i Jo Bauer-Stumpff. La importància d'aquest grup va radicar principalment en què funcionaven com a models per les més joves pintores dels Països Baixos, especialment durant la dècada de 1970.

## Altres treballs
També va escriure dos llibres infantils, 'n Vruchtenmandje, publicat el 1927, i Tante Tor is jarig. Aquest fullet, publicat el 1950, va estar il·lustrat per Nelly Bodenheim.